# Winchcombe
Winchcombe är en ort och civil parish i distriktet Tewkesbury i grevskapet Gloucestershire i England, Storbritannien. Den ligger i den södra delen av landet, 140 km väster om huvudstaden London. Winchcombe ligger 103 meter över havet och antalet invånare är 3 764. Staden nämndes i Domedagsboken (Domesday Book) år 1086, och kallades då Wicecombe/Wicelcumbe/Wincelcumbe.
Terrängen runt Winchcombe är platt österut, men västerut är den kuperad. Runt Winchcombe är det ganska tätbefolkat, med 172 invånare per kvadratkilometer. Närmaste större samhälle är Cheltenham, 9,9 km sydväst om Winchcombe. Trakten runt Winchcombe består till största delen av jordbruksmark.